# Tjuvjakt
Tjuvjakt è un gruppo musicale svedese formatosi nel 2012. È attualmente costituito dai rapper Fredrik "Woodz" Eriksson, Olle Grafström, Jesper Swärd, Arvid Lundquist e Kid Eriksson.

## Storia del gruppo
La formazione, originatasi a Lidingö, ha fatto il debutto col mixtape Man ska vara seriös (2013), a cui ne ha fatto seguito un secondo, dal titolo Musik är ju kul (2014), e l'album in studio d'esordio, intitolato Välkommen till Mångata (2016); quest'ultimo ha segnato il loro primo ingresso nella Sverigetopplistan.
È salita alla ribalta col tormentone estivo Tårarna i halsen (2017), classificatosi 6º nella hit parade svedese e certificato triplo platino dalla IFPI Sverige per le 120 000 unità vendute; si tratta di uno degli estratti del secondo disco Pojkvän, uscito nel giugno 2017 e fermatosi nella top five nazionale. Quest'ultimo contiene Tårarna i halsen, candidato per il Grammis alla canzone dell'anno.
Nel giugno 2018 è avvenuta la pubblicazione del terzo album OKOKOKOKOKOKOK, arrivato alla 6ª posizione della graduatoria svedese. A distanza di due anni sono ritornati col quarto LP Blåa jeans, tomma fickor, che è entrato al 26º posto in classifica.
Il quinto album Lov att leva è stato messo in commercio nel giugno 2023 e ha anch'esso fatto l'ingresso in classifica. È stato poi succeduto dal disco Tjuvjakt, uscito a cinque mesi di distanza.
Anche gli EP Vems värld är det här? (2013) e Tomma fickor (2020) sono entrati nella Sverigetopplistan.

## Formazione
Attuale
- Fredrik "Woodz" Eriksson
- Olle Grafström
- Jesper Swärd
- Arvid Lundquist
- Kid Eriksson

Ex componenti
- Jonathan Holmquist

## Discografia

### Album in studio
- 2016 – Välkommen till Mångata
- 2017 – Pojkvän
- 2018 – OKOKOKOKOKOKOK
- 2020 – Blåa jeans, tomma fickor
- 2023 – Lov att leva
- 2023 – Tjuvjakt

### EP
- 2013 – Vems värld är det här?
- 2020 – Tomma fickor

### Mixtape
- 2013 – Man ska vara seriös
- 2014 – Musik är ju kul

### Singoli
- 2013 – Tandtråd
- 2014 – Pipa
- 2014 – Va händerå?
- 2016 – Cornflakes i sängen
- 2016 – Smuggel
- 2017 – Tårarna i halsen
- 2019 – Vårt år (con gli Estraden)
- 2020 – Apelsinskal (con Newkid)
- 2021 – Vaskar mina tårar
- 2021 – För evigt
- 2021 – En sekund (con Erik Lundin)
- 2022 – Skål
- 2022 – Sagorna (con Reyn)
- 2023 – John Daly
- 2023 – C'est la vie
- 2023 – Cash
- 2023 – Durackord (con Adaam)
- 2023 – 10 år
- 2023 – Konny (con Parham e Bell)
- 2025 – Bara vi, bara jag, bara du (con gli Estraden)
- 2025 – Tusen spänn (con Fanny Avonne)